# Базар
Базар е дума с две значения:
1. Открит пазар с множество малки магазини.
2. Разпродажба, организирана по определен повод, най-често благотворителен. Изложба-базар.

Сведения за покрити пазари съществуват от около 3000 г. пр.н.е. Въпреки че липсата на археологически доказателства ограничава подробното изучаване на еволюцията на базарите, данните сочат, че те първоначално са се появили отвъд градските стени, където често са удовлетворявали нуждите на кервансарай. Докато градовете стават все по-населени, тези базари се преместват към центъровете на градовете и се развиват по линеен модел по дължината на улици, простиращи се от една градска порта до друга порта на срещуположната страна на града. С течение на времето тези базари образуват мрежа от търговски центрове, които позволяват обмен на продукция и информация. Възходът на големи базари и центрове за търговия с акции в мюсюлманския свят позволява създаването на нови столици и в крайна сметка нови империи. Нови и богати градове като Исфахан, Голконда, Самарканд, Кайро, Багдад и Тимбукту са основани покрай търговски пътища и базари.
Пазаруването на базар или пазар остава централна черта на ежедневието в много градове в Близкия Изток и Южна Азия, като базарът остава „биещото сърце“ на живота на Близкия Изток и Южна Азия. Редица райони на базари са признати за обекти на световното културно наследство, поради тяхното историческо и/или архитектурно значение.

## Етимология
Думата базар произлиза от „базаря“, „бакаря“:
- „бакаря“ – уважавам, ценя, с пряк паралел с аланското wakar (uakar), пехлеви vākar, согдийски wāčaran, арменски и грузински vačar, монголски и тюркски učar, унгарски vásár – тържище, търговия. В съвременния осетински думата се е съхранила под формата wakajrag – пленник, роб, респективно подлежащ на продажба, в съвременния иронски uæj, дигорски uæjæ – продажба.
- „базаря“ – ценя, отново свързано с думата пазар. Друга алтернатива е връзката с осетинското begara – ангария, задължителен труд за феодала, от персийското bīgār – ангария.